# Carl Johannes Carlsson
Carl Johannes Carlsson född 23 november 1829 i Hjortsberga socken, Småland, död 11 mars 1896 i Virestads socken, Småland, var en svensk orgelbyggare i Virestad.
När han bodde på gården Arnanäs tror han ha lärt sig orgelbyggeri av instrumentmakaren Pehr Jönsson och hans son orgelbyggaren Andreas Åbergh i Hjortsberga. Carlsson samarbetade med orgelbyggarna Johan Magnus Blomqvist under 1860-talet och med Johannes Andersson under 1870-talet. Han tillverkade totalt omkring tolv orglar, varav några helt i egen regi, till kyrkor i Växjö och Lunds stift. Vid Carlssons död togs rörelsen över av sonen Emil Wirell, som var mycket aktiv.

## Biografi
Johannes Carlsson föddes 23 november 1829 på Södra Bäcks kvarn i Hjortsberga socken. Han var son till pigan Carina Jönsdotter. De flyttade 1830 till Rydaholm. De flyttade 1832 till Sjötorps brodersgård i Hjortsberga. 1839 flyttade han till Rydaholm och bodde där på Hjortsjö östergård. Carlsson arbetade 1847 som dräng på Barnagärde. 1850 blev han dräng på Spånhyttan.
Carlsson gifte sig 16 december 1860 med Nilla Lidén och de flyttade 1861 till Horshult Norrgård, Virestad. Han blev där snickargesäll åt orgelbyggarna Johan Magnus Blomqvist som bodde på samma gård. Deras två första barn föds på Horshult Norrgård, Carolina Lovisa (1863–1869) och Carl Eberhard (född 1867). Carolina Lovisa avlider 3 april 1869. Familjen flyttar 1872 till Östra Valid Norrgård, Virestad och där föds även deras tredje barn Ernst Emil (född 1872). De flyttad 1875 till Lekarekulla, Virestad och han står då antecknad som orgelbyggare. Familjen flyttade 1878 till Bäckhult, Virestad. 1887 flyttar sonen Carl Eberhard hemifrån till Norra Amerika. Familjen flyttar slutligen 30 juli 1892 till Arnanäs Södergård, Virestad, samma år blir sonen Ernst Emil musikant vid Kronobergs regemente. Johannes Carlsson avled på gården 11 mars 1896 av magkatarr och begravdes den 20 mars samma år.

### Familj
- Nilla Lidén, född 10 november 1834 i Rörums socken, Malmöhus län.
  - Carolina Lovisa, född 15 januari 1863 i Virestads socken, död 3 april, 1869 i Virestads socken.
  - Carl Eberhard, född 1 april, 1867 i Virestads socken.
  - Ernst Emil, född 12 november 1872 i Virestads socken.

## Orglar
| År              | Ursprunglig kyrka    | Stift     | Bild | Manualer | Pedal        | Stämmor | Bevarad orgel/fasad | Övrigt |
| --------------- | -------------------- | --------- | ---- | -------- | ------------ | ------- | ------------------- | --- |
| 1867            | Tveta kyrka, Småland |           |      |          |              |         |                     | |
| 1869            | Bäckseda kyrka       |           |      |          |              |         |                     | |
| 1870            | Krogsereds kyrka     | Göteborgs |      |          |              | 7       | Nej/Nej             | En ny orgel byggdes 1927 av A Magnussons Orgelbyggeri AB, Göteborg.                                                                      |
| 1874            | Jälluntofta kyrka    |           |      |          |              |         |                     | |
| 1875            | Bredaryds kyrka      | Växjö     |      |          |              | 12      | Nej/Ja              | Orgeln byggdes tillsammans med Johannes Andersson, Långaryd. En ny orgel byggdes 1953 av Frederiksborgs Orgelbyggeri, Hilleröd, Danmark. |
| 1875 eller 1877 | Kållerstads kyrka    | Växjö     |      | 1        | Självständig | 13      | Ja/Ja               | Orgeln byggdes tillsammans med Johannes Andersson, Långaryd.                                                                             |
| 1876            | Veinge kyrka         | Göteborgs |      |          |              | 16      | Nej/Nej             | Orgeln byggdes tillsammans med Johannes Andersson, Långaryd. En ny orgel byggdes 1941 av A Mårtenssons Orgelfabrik AB, Lund.             |
| 1877            | Vapnö kyrka          | Göteborgs |      |          |              | 7       | Nej/Ja              | Orgeln byggdes tillsammans med Johannes Andersson, Långaryd. En ny orgel byggdes 1969 av Västbo Orgelbyggeri, Långaryd.                  |
| 1879            | Lidhults kyrka       |           |      |          |              |         |                     | |
| 1880            | Älghults kyrka       | Växjö     |      |          |              | 22      | Nej/Nej             | Orgeln byggdes tillsammans med Johannes Andersson, Långaryd. En ny orgel byggdes 1941 av A Mårtenssons Orgelfabrik AB, Lund.             |
| 1884            | Öggestorps kyrka     | Växjö     |      | 2        | Självständig | 15      | Ja/Ja               | Orgeln renoverades och omdisponerades 1957 av Bernhard Svensson, Oskarshamn.                                                             |
| 1890            | Vä kyrka             | Lunds     |      |          |              |         | Nej/Nej             | En ny orgel byggdes 1923 av M J & H Lindegren, Göteborg. Carlsson byggde eventuellt bara om den tidigare orgeln.                         |
| 1891            | Visseltofta kyrka    | Lunds     |      |          |              | 9       | Nej/Nej             | En ny orgel byggdes 1952 av Frederiksborgs Orgelbyggeri, Hilleröd, Danmark. Carlsson byggde eventuellt bara om den tidigare orgeln.      |

### Ombyggnationer
| År            | Ursprunglig kyrka | Stift     | Bild | Manualer | Pedal   | Stämmor | Bevarad orgel/fasad | Övrigt |
| ------------- | ----------------- | --------- | ---- | -------- | ------- | ------- | ------------------- | --- |
| 1867 och 1887 | Slättåkra kyrka   | Göteborgs |      |          |         |         | Nej/Nej             | Orgeln byggdes om 1867 och 1887 av Carlsson. Orgeln var byggd 1803 av Lars Strömblad och hade 12 stämmor. En ny orgel byggdes 1903 av Eskil Lundén, Göteborg.                                                                           |
| 1885          | Vislanda kyrka    | Växjö     |      |          |         |         | Nej/Ja              | Orgeln byggdes om 1885 av Carlsson. Orgeln var byggd 1813 av Pehr Schiörlin, Linköping och hade 10 stämmor. En ny orgel byggdes 1937 av okänd person.                                                                                   |
| 1888          | Gårdby kyrka      | Växjö     |      | 1        | Bihängd | 11      | Ja/Ja               | Orgeln omdisponerades 1888 av Carlsson. Orgeln var byggd 1842 av Sven Petter Pettersson, Visby. 1949 omdisponerades den av Frederiksborgs Orgelbyggeri, Hilleröd, Danmark. 1981 renoverades orgeln av J Künkels Orgelverkstad AB, Lund. |